# Swiss National Covid-19 Science Task Force
Le Swiss National Covid-19 Science Task Force (SN-STF, litt. « groupe national suisse de travail scientifique sur la Covid-19 ») est un groupe d'experts constitué par le Conseil fédéral suisse à la fin mars 2020 dans le cadre de la pandémie de Covid-19. 
Il a pour but d'aider à la prise de décision dans la lutte de la pandémie de Covid-19, comme défini dans le mandat-cadre établi par Département fédéral de l'intérieur et l'Office fédéral de la santé publique. 

## Description et mandat
Les membres de la Task Force assurent la liaison et le transfert d'informations vers le Fonds national de la recherche scientifique, le domaine des EPF, swissuniversities et les Académies suisses des sciences.
Le groupe de travail a pour but de « soutenir scientifiquement les autorités politiques et les décideurs dans leur prise de décision dans le cadre de la COVID-19 ».
Un mandat-cadre, renouvelé en août 2020 avec le Département fédéral de l'intérieur et l'Office fédéral de la santé publique, définit que la Task Force fournit une expertise scientifique aux autorités fédérales.
Le mandat du groupe d'experts se termine le 31 mars 2022.

## Histoire
Le premier chef est l'épidémiologiste Matthias Egger (en). Il est remplacé par le biologiste moléculaire Martin Ackermann à partir d'août 2020. 
La vice-présidente Monika Bütler démissionne fin janvier 2021 et est remplacée par Jan-Egbert Sturm.
Au terme du mandat de la Task Force, un bilan est fait avec Samia Hurst, membre de l'équipe de direction, dans Le Courrier. Elle affirme que politiciens et scientifiques sont ensemble d’avis qu’à l'avenir « la Suisse a besoin d’une structure scientifique qui puisse mobiliser rapidement et de manière ciblée les experts des domaines pertinents, en axant cela sur la crise du moment ». Elle relève aussi que, face aux difficultés rencontrées, « c'est une éthique du rôle de consultant qui a dû être clarifiée ».

## Composition
Au 10 avril 2021, la Task Force est composée d'environ 70 experts, qui sont répartis entre l'équipe de direction, les experts consultatifs (advisory experts) et dix groupes d'experts.

### Équipe de direction
En avril 2021, l'équipe de direction se compose comme suit :
- Martin Ackermann, expert en microbiologie de l'EPFZ (président) ;
- Samia Hurst-Majno, experte en éthique biomédicale de l'Université de Genève (vice-présidente) ;
- Urs Karrer, médecin et expert en infectiologie de l'hôpital cantonal de Winterthour (vice-président) ;
- Jan-Egbert Sturm, expert en recherche économique au Centre de recherches conjoncturelles de l'EPFZ (vice-président).

### Groupes
La Task Force est divisée en groupes d'experts de la manière suivante :
- soins cliniques[8] ;
- données et modélisations[9] ;
- diagnostics et tests[10] ;
- épidémiologie numérique (dont la coordination concernant SwissCovid)[11] ;
- économie[12] ;
- éthique, droit et social[13] ;
- plateforme d'échanges[14] ;
- immunologie (compétent pour la question des vaccins)[15] ;
- prévention et contrôle des infections[16] ;
- santé publique[17].

### Membres notoires
Parmi les scientifiques participants à la Task Force, on trouve Alexandra Calmy, médecin infectiologue de l'Université de Genève (dans le groupe Soins cliniques), Carmela Troncoso, ingénieure en télécommunications à l'EPFL (dans le groupe Épidémiologie numérique) et Samia Hurst, bioéthicienne de l'Université de Genève (dans le groupe Éthique, droit et social).

## Critiques
Depuis leur mandat en août 2020, les membres de la Task Force appellent à plusieurs reprises à des mesures plus strictes de la part des décideurs politiques.
Cela a conduit à des critiques de la part du monde politique, en particulier de la part des conseillers fédéraux Ueli Maurer et Alain Berset,.
L'association faîtière Économiesuisse s'est également opposée aux demandes de la Task Force en novembre 2020. L'épidémiologiste Christian Althaus démissionne de la Task Force en janvier 2021 pour protester contre ces critiques politiques.
Plusieurs membres de la Task Force ont reçu des menaces personnelles, allant jusqu’à des menaces de mort. Des comportements qui « ne sont pas acceptables », et qui ont été plus fréquents pendant la pandémie. Une étude montre que ces menaces viennent en réaction à des informations scientifiques spécifiques (par exemple sur la vaccination).